# Gürcütepe
Der Gürcütepe (türkisch: Georgischer Hügel) ist ein jungsteinzeitlicher Fundort am südöstlichen Stadtrand von Şanlıurfa in der Türkei.
Er besteht aus vier sehr flachen Tells (Gürcütepe I bis IV) entlang eines Baches, der von Şanlıurfa aus in die Harran-Ebene fließt. Alle vier Hügel sind heute überbaut und nicht mehr zu erkennen. Ende der 1990er Jahre wurden von einem deutschen Archäologenteam unter Leitung von Klaus Schmidt auf allen vier Hügeln Sondagen und auf dem von Osten aus gesehen zweiten Hügel auch flächige Ausgrabungen vorgenommen. Alle vier Hügel waren während des Präkeramischen Neolithikums B, nur der östlichste Hügel auch im Präkeramischen Neolithikum B besiedelt. Es wurden Stampflehmgebäude mit Raumunterteilung neben größeren Gemeinschaftsbauten gefunden.